# Les Nuits avec Théodore
Pour plus de détails, voir Fiche technique et Distribution.
Les Nuits avec Théodore ou Je suis une ville endormie est un film français réalisé par Sébastien Betbeder, sorti en 2012.

## Synopsis
Théodore rencontre Anna dans une fête. Ils errent dans Paris puis franchissent les grilles du parc des Buttes-Chaumont pour l'explorer. Ils décident de s'y retrouver régulièrement une fois la nuit tombée et, un soir, finissent par se rendre compte qu'il ne sont pas seuls...

## Fiche technique
- Titre : Les Nuits avec Théodore ou Je suis une ville endormie
- Réalisation : Sébastien Betbeder
- Scénario : Sébastien Betbeder
- Musique : Sylvain Chauveau
- Photographie : Denis Gaubert
- Montage : Julie Dupré
- Société de production : Envie de Tempête Productions
- Société de distribution : Arizona Films (France)
- Pays :  France
- Genre : drame et fantastique
- Durée : 67 minutes
- Dates de sortie :
  -  France : 15 juin 2012

## Distribution
- Pio Marmaï : Théodore
- Agathe Bonitzer : Anna
- Fabrice Adde : l'homme de la grotte
- Sarah Le Picard : Suzanne
- Noê Sampy : la petite fille
- Emmanuel Siety : Dr. Siety
- Manuel Vallade : le jeune homme
- Nathalie Boutefeu : la narratrice (voix)
- Laurence Lacotte : l'interviewer (voix)
- Olivier Cavaillé
- Alexia Genty
- Simon Guélat

## Accueil
- Studio Ciné Live : [1]